# فدراسیون ملی روئینگ و قایق‌رانی ارمنستان
فدراسیون ملی روئینگ و قایق‌رانی جمهوری ارمنستان (ارمنی: Թիավարության և կանոեի Հայաստանի ազգային ֆեդերացիա) که با نام فدراسیون ملی روئینگ و قایق‌رانی ارمنستان نیز شناخته می‌شود، نهاد تنظیم‌کننده ورزش روئینگ، قایق‌رانی و en:Kayaking در ارمنستان می‌باشد که توسط کمیته المپیک ارمنستان اداره می‌شود و مقر آن در شهر ایروان واقع شده است.

## تاریخچه
این فدراسیون عضو کامل فدراسیون جهانی قایقرانی و انجمن اروپایی قایق‌رانی می‌باشد.
قایق‌رانان ارمنستانی در مسابقات قهرمانی در سطوح مختلف اروپایی و بین‌المللی از جمله در مسابقات قهرمانی جهانی و بازی‌های المپیک تابستانی شرکت می‌کنند.